# Verzamelstoornis

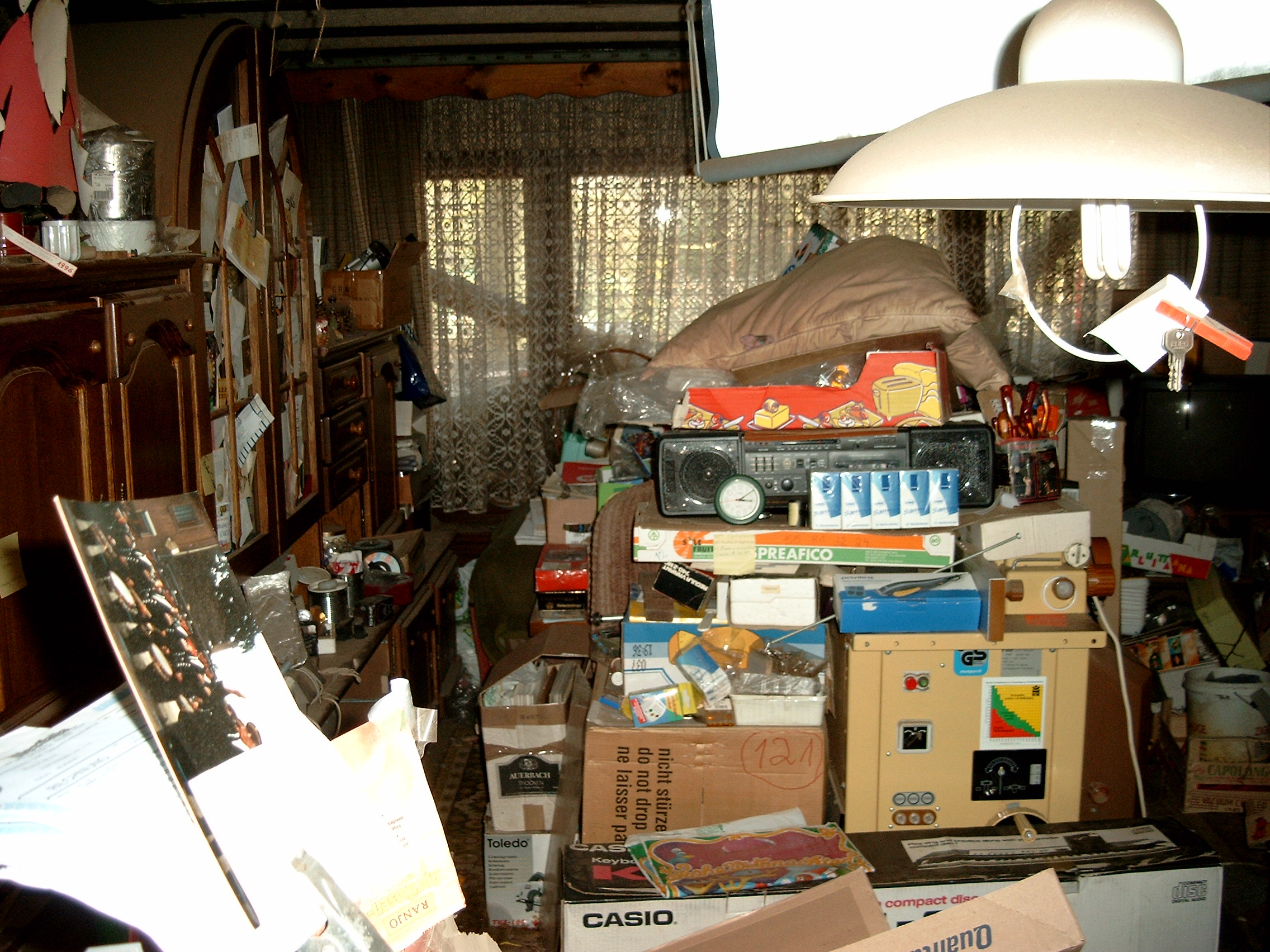
Appartement van een dwangmatige verzamelaar

Een verzamelstoornis, naar het Engels ook wel hoarding genoemd, is een psychiatrische aandoening die volgens de DSM-5 behoort tot het obsessieve-compulsieve spectrum. Er is sprake van persisterende moeilijkheden met het bijeenbrengen en weggooien van bezittingen. De woning van een dwangmatige verzamelaar kan zo overvol raken, dat er geen ruimte voor normale bewoning overblijft. Verzamelstoornis veroorzaakt leed bij de verzamelaar en wordt geassocieerd met verschillende gezondheidsrisico's, slecht functioneren, economische lasten en nadelige gevolgen voor familie en vrienden. Het verzamelen komt niet door een somatische aandoening (bijvoorbeeld hersenbeschadiging) en het verzamelen kan niet beter worden verklaard door de symptomen van een andere psychische aandoening (zoals obsessies bij een obsessieve-compulsieve stoornis of beperkte interesses bij een autismespectrumstoornis).

## Aantallen
Er bestaan indicaties dat het aantal dwangmatige verzamelaars hoger is dan men op het eerste gezicht zou verwachten. In de stad Groningen waren in 2017 op 204.000 inwoners zo'n 30 tot 40 ongeremde verzamelaars bekend, maar schattingen gaan uit van 2,5%, of zelfs 6 à 7% van de bevolking. De reden van dit grote verschil is dat de enkele tientallen op een inwonertal vergelijkbaar met Groningen meestal de gevallen zijn waar het dermate de spuigaten uitloopt dat derden worden ingeschakeld, terwijl bij de overgrote meerderheid de stoornis verborgen kan blijven voor de buitenwereld of enigszins binnen de perken blijft. Bovendien kan het proces waarin het verzamelen escaleert tot een situatie waarin derden worden ingeschakeld jaren duren.

## Symptomen
Vaak ziet men het volgende patroon:
- Allerlei zaken die de meeste mensen zouden wegdoen, worden bewaard. Soms betreft het slechts een ophoping van niet-weggegooide objecten, maar het is ook mogelijk dat men actief meer objecten probeert te verkrijgen door ze te kopen, zoeken en vinden of zelfs te stelen. Kenmerkend is dat de objecten niet of nauwelijks worden gebruikt: een niet-dwangmatige boekenverzamelaar zal bijvoorbeeld dat ene boek uit 1870 direct uit zijn verzameling kunnen aanwijzen terwijl een bibliomaan het object niet meer terug kan vinden. Toch meent de bewaarder nog nut in de objecten te zien, of houdt zich voor dat hij gelukkig is met zijn verzameling. Uiteindelijk raken zelfs slaapkamers, keuken en badkamer overvol. Het weggooien van objecten veroorzaakt sterke gevoelens van onwelzijn, en geschiedt meestal slechts wanneer de huiseigenaar, de gemeente, familie of hulpverleners het heft in handen nemen, en onder protest, passieve of actieve tegenwerking van de verzamelaar.
- Hierdoor worden eerst de overtollige ruimtes zoals zolder en garage, en vervolgens de woonruimtes gevuld met objecten. Als er een tuin of balkon is wordt dat eveneens volgestouwd en soms puilt de rommel letterlijk het huis uit. Bij lichtere gevallen worden delen van het huis vrijgehouden voor eventueel bezoek terwijl de rest van het huis vol objecten staat en verboden terrein is. Soms wordt, wanneer het huis vol is, extra opslagruimte gehuurd om nog meer te kunnen verzamelen.
- Het huis raakt zo overvol dat er geen ruimte meer is voor normale bewoning. Bedden kunnen niet meer worden beslapen, de keuken kan niet meer worden gebruikt evenmin als de wc en badkamer, aangezien zelfs bedden, wastafels, wc's, baden, douches en aanrechten volgestouwd zijn. Dit heeft negatieve effecten op de hygiëne in huis en derhalve de gezondheid en functioneren. Omdat door de rommel niet meer kan worden schoongemaakt komt er ongedierte zoals muizen, ratten, kakkerlakken en andere insecten. Ook ontstaat een brandonveilige situatie. Vaak ziet men dat tussen de rommel ´paden´ ontstaan waardoor de verzamelaar zich nog door zijn huis kan verplaatsen, en dat deze op een stoel slaapt omdat ook de bedden onder de rommel bedolven zijn.
- De obsessieve verzamelaar vereenzaamt omdat hij geen vrienden of familie meer uitnodigt wegens schaamte voor de rommel, of hier ruzie met hen over krijgt. Vaak worden de blinden of gordijnen permanent gesloten. Inwonende partners of familieleden proberen soms zelf (stiekem) rommel op te ruimen, wat tot hevige protesten en ruzie leidt. De meeste obsessieve verzamelaars beseffen niet dat ze een probleem hebben of beseffen dit wel maar ontkennen het hardnekkig en wijzen iedere hulp van de hand. De verzamelaar leeft in twee werelden: in de buitenwereld probeert hij de schone schijn op te houden, thuis bivakkeert hij in een dichtgeslibd huis dat steeds minder bewoonbaar wordt.
- Door de vereenzaming vervagen de grenzen, waaronder die tussen 'mijn en 'dijn'. Geleende zaken worden niet meer teruggebracht en soms kan zich kleptomanie ontwikkelen.
- Uiteindelijk zijn de consequenties, wanneer de stoornis en het gedrag voortschrijdt, ernstig. Wanneer de verzamelaar grote uitgaven doet om zijn bezit uit te breiden, bijvoorbeeld ongebreideld dingen kopen of opslagruimte huren, kan dit hem ruïneren. Stelen van zaken kan leiden tot strafvervolging. Het is mogelijk dat er problemen ontstaan met buren, de verhuurder, woningbouwvereniging of eigenaarsvereniging, die hem aanspreken op de situatie (vooral overlast door stank en ongedierte) en in het uiterste geval tot juridische stappen over kunnen gaan leidend tot gedwongen uitzetting. Rekeningen worden soms niet meer betaald. Dit kan tot juridische problemen leiden en tot het afsluiten van nutsvoorzieningen. Kinderen en partners worden heen en weer geslingerd door enerzijds hun gevoelens van loyaliteit en anderzijds het besef dat de situatie onleefbaar wordt. Er zijn gevallen bekend van kinderen die bij dwangmatig verzamelende ouders zijn weggehaald of zelf wegliepen omdat het huis onbewoonbaar werd. Ook verbreken partners de relatie of laten ze zich scheiden omdat ze niet meer tussen de rommel kunnen leven of door de ruzies hierover. Er zijn gevallen bekend van lijders aan de stoornis die bij brand niet meer tijdig weg konden komen, of omkwamen doordat ze onder hun eigen rommel bedolven raakten. Omdat mensen met deze problematiek de neiging hebben te vereenzamen, is er vaak geen hulp als hen iets overkomt.

## Soorten dwangmatige verzamelaars
Verschillende soorten dwangmatige verzamelaars kunnen worden onderscheiden.
- Sommige verzamelaars hebben nog enige orde in hun verzameling en worden wel aangeduid als georganiseerde verzamelaars. Bij de meesten is er echter geen enkele organisatie en ligt alles lukraak door elkaar.
- Vaak bestaat de verzameling uit een bonte mix van verschillende objecten, maar sommigen hebben een voorkeur voor een bepaald soort zaak.
  - Een bekend voorbeeld is bibliomanie, waarbij iemand dwangmatig boeken verzamelt die hij niet of nauwelijks leest en die ook als collectiestukken geen grote waarde vertegenwoordigen.
  - Dierverzamelaars zijn personen die obsessief (huis)dieren verzamelen, dat wil zeggen dat ze meer huisdieren houden dan waar zij of de woonruimte de capaciteit voor hebben, met onhygiënische situaties ten gevolge. Meestal zijn het honden of katten, maar ook andere dieren zoals paarden, cavia's, konijnen of vogels kunnen worden verzameld. De huizen liggen vaak vol urine, uitwerpselen en dierenkadavers.[3][5] In dit geval komen ook dierenwelzijnsaspecten aan de orde. Extreme gevallen van dierverzameling komen meestal aan het licht door klachten van buren over overlast door stank, geluid en ongedierte, of over een melding bij de Dierenbescherming of dierenpolitie. Overigens zijn niet alle personen die zeer veel dieren hebben automatisch dierverzamelaars[6] Door de ophoping van urine en feces in huis is de hygiëne schrijnender dan bij reguliere verzamelaars, en willen hulpverleners soms niet eens naar binnen omdat ze het hun taak niet vinden of omdat de stank en het vuil hen te erg zijn. Ook moet het huis worden gereinigd en de dieren behandeld worden en elders worden ondergebracht. Wanneer de kosten niet op de eigenaar kunnen worden verhaald doet zich de vraag voor wie het dan moet betalen. Daarnaast eindigt dierverzamelen meestal met een uitzetting uit huis, aansprakelijkheid jegens veroorzaakte schade en gemaakte kosten, en eventueel strafvervolging wegens dierenmishandeling door middel van verwaarlozing. De dieren zijn meestal ondervoed en door de onhygiënische leefsituatie in slechte conditie. Vaak vertonen ze stressgedrag en soms is hun toestand zodanig dat ze afgemaakt moeten worden.[7] Het is niet ongewoon dat in huis kadavers van dieren liggen die al zijn overleden, meestal aan de gezondheidsproblemen veroorzaakt door de situatie. Ook de eigenaar en diens eventuele huisgenoten zijn hierdoor vaak in slechte gezondheid en lopen grote kans op het oplopen van zoönoses.
  - Een digitale verzamelstoornis kan zich uiten in de vorm van een downloadmanie, waarbij iemand obsessief (bepaalde) bestanden downloadt (porno, spelletjes, tekstbestanden, muziek, filmpjes, e-mail etc). Dit kan ertoe leiden dat men dag en nacht achter de computer zit en dagelijkse taken verwaarloost. Externe opslagruimte (harde schijven, USB-sticks) kan worden gekocht om nog meer te kunnen opslaan. De bestanden worden nauwelijks gebruikt of bekeken, het gaat puur om het bezit en de kick van het verzamelen zelf. Het is niet ongewoon dat een obsessieve downloader zoveel heeft gedownload dat hij zelf de meeste bestanden niet eens heeft bekeken. De bestanden zijn vaak in het geheel niet georganiseerd in folders maar staan lukraak en door elkaar op de hard drive. Het is niet ongewoon dat het bureaublad volledig vol met iconen staat. Naast tijdverlies en taakverwaarlozing raken de computer en inbox van de digitale verzamelaar steeds voller en onoverzichtelijker, waardoor werken en e-mailen steeds moeizamer gaat. Bij betrapte downloaders van kinderporno bestaat een niet onaanzienlijk deel uit obsessieve downloaders die het mede of vooral om het verzamelen gaat, ze verzamelen bijvoorbeeld alles op het gebied van porno (waaronder kinderporno) of verzamelen een bepaald soort porno (bijvoorbeeld bondage) waarbij ze ook kinderporno meenemen.[8] Bezit van kinderporno kan echter tot strafvervolging leiden. Downloadmanie wordt meestal niet als aandoening gezien of erkend.

## Oorzaak
Over de oorzaak tast de wetenschap nog grotendeels in het duister. Er bestaan aanwijzingen dat de verzamelstoornis (deels)genetisch bepaald is, maar veel dwangmatige verzamelaars hebben ook mentale trauma's zoals kindermishandeling, de dood van een geliefde, een echtscheiding. Het verzamelen kan een manier zijn waarop de verzamelaar zichzelf bezig houdt en afleiding vindt. Vaak is er sprake van andere stoornissen.

## Behandeling
Behandeling van de stoornis is niet eenvoudig, omdat de meeste verzamelaars alle hulp van de hand wijzen. Het huis (al dan niet onder juridische dwang) schoonmaken heeft weinig nut omdat de verzamelaar hier hevig op zal reageren en zich nog meer zal terugtrekken, bovendien begint het verzamelen direct opnieuw. Bovendien kunnen juridische dwangmiddelen maar zeer beperkt of niet worden ingezet tegen een verzamelaar die geen huurder maar eigenaar van zijn huis of appartment is. Dit wordt slechts anders indien het verzamelen burenoverlast of dierenleed veroorzaakt, of samengaat met wetsovertredingen zoals diefstal, verduistering of bezit/verzameling van kinderporno.
Cognitieve gedragstherapie gericht op de stoornis kan helpen. Hierbij leert de behandelaar de verzamelaar, in zijn eigen huis, om te gaan met zijn bezittingen, zaken weg te doen, en helder na te denken over het verwerven van nieuwe bezittingen. Dit heeft in veel gevallen tot verbetering van de conditie van het huis en verbetering van het welzijn van de verzamelaar geleid. Wel hebben ook behandelde mensen na afloop meestal meer zaken dan gemiddeld in huis en moeten ze continu aan hun behandeling blijven werken. Er is weinig onderzoek gedaan naar behandeling van een verzamelstoornis met medicijnen. Bij ongeveer 75% van de mensen met de verzamelstoornis is er ook een stemmings- of angststoornis. Medicijnen kunnen in zulke gevallen helpen bij het verminderen van deze psychische problemen. Betreffende het effect van medicijnen op de verzamelstoornis zelf, bestaat nog geen eenduidig resultaat.